# Shapeshifter
Shapeshifter – album Space Tribe wydany w 2001 roku przez Spirit Zone Records.
- Styl: Psychedelic Trance/Goa Trance
- Data wydania: 13 listopada 2001

## Zawartość albumu
1. Echoes in Eternity
2. Kikkin’ Up Some Dust – Remix
3. Live and Let Live
4. Out of Control
5. Secrets of the Universe
6. Taking a Risk
7. The Elixir of Life
8. Think-k-k
9. What is Consciousness